# Ampitatafika (Antanifotsy)
Ampitatafika – gmina na Madagaskarze, w regionie Vakinankaratra, w dystrykcie Antanifotsy. W 2001 roku zamieszkana była przez 31 802 osób. Siedzibę administracyjną stanowi miejscowość Ampitatafika.